# Lachnum pudicellum
Lachnum pudicellum är en svampart som tillhör divisionen sporsäcksvampar, och som först beskrevs av Lucien Quélet, och fick sitt nu gällande namn av J.Schröt. Lachnum pudicellum ingår i släktet Lachnum, och familjen Hyaloscyphaceae. Arten är reproducerande i Sverige.